# Lienzi járás
A Lienzi járás más megnevezéssel Kelet-Tirol Ausztriában, Tirol tartományban található. Lienzi járás Spittal an der Drau-i, Hermagori, Zell am See-i, Belluno megye és Bolzano autonóm megye járásokkal határos. Lakosainak száma 49 033 fő (2016. január 1.).

## A járáshoz tartozó települések

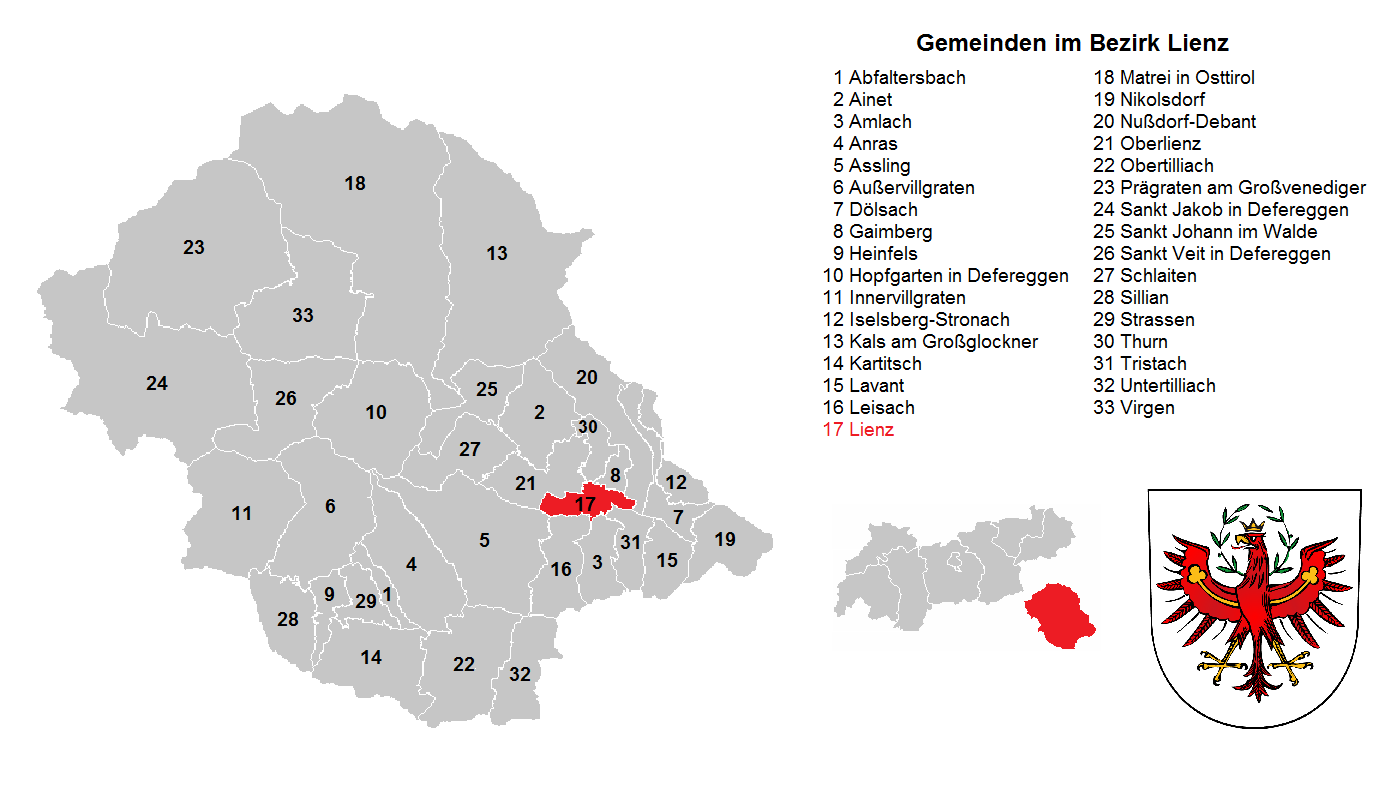
Lienzi járás települései

- Abfaltersbach
- Ainet
- Amlach
- Anras
- Assling
- Außervillgraten
- Dölsach
- Gaimberg
- Heinfels
- Hopfgarten in Defereggen
- Innervillgraten
- Iselsberg-Stronach
- Kals am Großglockner
- Kartitsch
- Lavant
- Leisach
- Lienz
- Matrei in Osttirol
- Nikolsdorf
- Nußdorf-Debant
- Oberlienz
- Obertilliach
- Prägraten am Großvenediger
- Sankt Jakob in Defereggen
- Sankt Johann im Walde
- Sankt Veit in Defereggen
- Schlaiten
- Sillian
- Strassen
- Thurn
- Tristach
- Untertilliach
- Virgen